# Liste des aéroports en Colombie
 (août 2010).
Ceci est une liste des aéroports de Colombie, groupés par type et classés par localisation.
Les aéroports notés en gras indique des aéroports possédant des équipements de services de compagnies commerciales.

## Carte
| \| 20 km1:4 119 000 \| Acandí Apartadó / Carepa Araracuara Arauca Armenia Bahía Solano Barrancabermeja Barranquilla / Soledad Bogota Bucaramanga · Lebrija Buenaventura Cali Carthagène · des Indes Corozal Cúcuta Florencia Guapi Ibagué Ipiales · Aldana La Chorrera La Pedrera Leticia Maicao Manizales Medellín Medellín O. H. Mitú Montería Neiva Nuquí Ocaña Pereira Popayán Providencia Puerto · Asís Puerto · Carreño Quibdó Riohacha San Andrés San José · del Guaviare San Juan · de Pasto San Vicente · del Caguán Santa Marta Saravena Tame Tumaco Valledupar Villavicencio Yopal |
| 20 km1:4 119 000 |

## Aéroports internationaux
Source : UAEAC
| Ville ou municipalité desservie | Département               | OACI | IATA | Nom de l'aéroport                             | Coordonnées                  |
| ------------------------------- | ------------------------- | ---- | ---- | --------------------------------------------- | ---------------------------- |
| Armenia / La Tebaida            | Quindío                   | SKAR | AXM  | Aéroport international El Edén                | 4° 27′ 09″ N, 75° 45′ 59″ O  |
| Barranquilla / Soledad          | Atlántico                 | SKBQ | BAQ  | Aéroport international Ernesto Cortissoz      | 10° 53′ 22″ N, 74° 46′ 50″ O |
| Bogota                          | Bogotá Distrito Capital   | SKBO | BOG  | Aéroport international El Dorado              | 4° 42′ 05″ N, 74° 08′ 49″ O  |
| Bucaramanga / Lebrija           | Santander                 | SKBG | BGA  | Aéroport international Palonegro              | 7° 07′ 35″ N, 73° 11′ 05″ O  |
| Cali / Palmira                  | Valle del Cauca           | SKCL | CLO  | Aéroport international Alfonso-Bonilla-Aragón | 3° 32′ 35″ N, 76° 22′ 53″ O  |
| Carthagène des Indes            | Bolívar                   | SKCG | CTG  | Aéroport international Rafael Núñez           | 10° 26′ 32″ N, 75° 30′ 46″ O |
| Cúcuta                          | Norte de Santander        | SKCC | CUC  | Aéroport international Camilo Daza            | 7° 55′ 39″ N, 72° 30′ 41″ O  |
| Leticia                         | Amazonas                  | SKLT | LET  | Aéroport international Alfredo-Vásquez-Cobo   | 4° 11′ 36″ S, 69° 56′ 35″ O  |
| Medellín / Rionegro             | Antioquia                 | SKRG | MDE  | Aéroport international José-María-Córdova     | 6° 09′ 52″ N, 75° 25′ 23″ O  |
| Pereira                         | Risaralda                 | SKPE | PEI  | Aéroport international Matecaña               | 4° 48′ 45″ N, 75° 44′ 22″ O  |
| San Andrés                      | San Andrés et Providencia | SKSP | ADZ  | Aéroport international Gustavo Rojas Pinilla  | 12° 35′ 01″ N, 81° 42′ 40″ O |
| Santa Marta                     | Magdalena                 | SKSM | SMR  | Aéroport international Simón-Bolívar          | 11° 07′ 10″ N, 74° 13′ 50″ O |

## Aéroports contrôlés
Source : UAEAC
| Ville ou municipalité desservie | Département               | OACI      | IATA | Nom de l'aéroport                                           | Coordonnées                  |
| ------------------------------- | ------------------------- | --------- | ---- | ----------------------------------------------------------- | ---------------------------- |
| Apartadó / Carepa               | Antioquia                 | SKLC (en) | APO  | Antonio Roldán Betancourt Airport (en) (Los Cedros Airport) | 7° 48′ 43″ N, 76° 42′ 59″ O  |
| Arauca                          | Arauca                    | SKUC      | AUC  | Aéroport Santiago Pérez Quiroz                              | 7° 04′ 07″ N, 70° 44′ 12″ O  |
| Bahía Solano                    | Chocó                     | SKBS (en) | BSC  | Aéroport de Bahía Solano                                    | 6° 12′ 10″ N, 77° 23′ 40″ O  |
| Barrancabermeja                 | Santander                 | SKEJ (en) | EJA  | Yariguíes Airport (en)                                      | 7° 01′ 28″ N, 73° 48′ 24″ O  |
| Bogota / Chía                   | Cundinamarca              | SKGY (en) | GYM  | Guaymaral Airport (en) (Flaminio Suárez Camacho Airport)    | 4° 48′ 44″ N, 74° 03′ 53″ O  |
| Buenaventura                    | Valle del Cauca           | SKBU (en) | BUN  | Gerardo Tobar López Airport (en)                            | 3° 49′ 10″ N, 76° 59′ 23″ O  |
| Cartago                         | Valle del Cauca           | SKGO (en) | CRC  | Santa Ana Airport (Colombia) (en)                           | 4° 45′ 29″ N, 75° 57′ 20″ O  |
| Corozal                         | Sucre                     | SKCZ (en) | CZU  | Las Brujas Airport (Colombia) (en)                          | 9° 19′ 57″ N, 75° 17′ 08″ O  |
| Yopal                           | Casanare                  | SKYP (en) | EYP  | El Alcaraván Airport (en) (El Yopal Airport)                | 5° 19′ 08″ N, 72° 23′ 02″ O  |
| Florencia                       | Caquetá                   | SKFL (en) | FLA  | Gustavo Artunduaga Paredes Airport (en)                     | 1° 35′ 21″ N, 75° 33′ 51″ O  |
| Girardot / Flandes              | Cundinamarca              | SKGI (en) | GIR  | Santiago Vila Airport (en)                                  | 4° 16′ 34″ N, 74° 47′ 45″ O  |
| Guapi                           | Cauca                     | SKGP (en) | GPI  | Guapi Airport (en) (Guapi Airport)                          | 2° 34′ 12″ N, 77° 53′ 54″ O  |
| Ibagué                          | Tolima                    | SKIB (en) | IBE  | Perales Airport (en)                                        | 4° 25′ 17″ N, 75° 07′ 59″ O  |
| Ipiales / Aldana                | Nariño                    | SKIP      | IPI  | Aéroport San Luis                                           | 0° 51′ 42″ N, 77° 40′ 18″ O  |
| Maicao                          | La Guajira                | SKLM (en) | MCJ  | Jorge Isaacs Airport (en) (La Mina Airport)                 | 11° 13′ 57″ N, 72° 29′ 24″ O |
| Manizales                       | Caldas                    | SKMZ (en) | MZL  | La Nubia Airport (en)                                       | 5° 01′ 46″ N, 75° 27′ 52″ O  |
| Mariquita                       | Tolima                    | SKQU (en) | MQU  | Mariquita Airport (en)                                      | 5° 12′ 45″ N, 74° 53′ 01″ O  |
| Medellín                        | Antioquia                 | SKMD (en) | EOH  | Enrique Olaya Herrera Airport (en)                          | 6° 13′ 11″ N, 75° 35′ 25″ O  |
| Mitú                            | Vaupés                    | SKMU (en) | MVP  | Fabio Alberto León Bentley Airport (en)                     | 1° 15′ 13″ N, 70° 14′ 01″ O  |
| Montería                        | Córdoba                   | SKMR (en) | MTR  | Los Garzones Airport (en)                                   | 8° 49′ 25″ N, 75° 49′ 33″ O  |
| Neiva                           | Huila                     | SKNV (en) | NVA  | Benito Salas Airport (en) (La Manguita Airport)             | 2° 57′ 01″ N, 75° 17′ 38″ O  |
| Nuquí                           | Chocó                     | SKNQ (en) | NQU  | Reyes Murillo Airport (en)                                  | 5° 42′ 00″ N, 77° 15′ 10″ O  |
| Ocaña                           | Norte de Santander        | SKOC (en) | OCV  | Aguas Claras Airport (en)                                   | 5° 45′ 52″ N, 73° 06′ 19″ O  |
| San Juan de Pasto / Chachagüí   | Nariño                    | SKPS      | PSO  | Aéroport Antonio Nariño                                     | 1° 23′ 46″ N, 77° 17′ 29″ O  |
| Popayán                         | Cauca                     | SKPP (en) | PPN  | Guillermo León Valencia Airport (en)                        | 2° 27′ 15″ N, 76° 36′ 33″ O  |
| Île de la Providence            | San Andrés et Providencia | SKPV (en) | PVA  | El Embrujo Airport (en)                                     | 13° 21′ 25″ N, 81° 21′ 30″ O |
| Puerto Asís                     | Putumayo                  | SKAS (en) | PUU  | Tres de Mayo Airport (en)                                   | 0° 30′ 18″ N, 76° 30′ 03″ O  |
| Puerto Bolívar / Uribia         | La Guajira                | SKPB (en) |      | Puerto Bolívar Airport (en)                                 | 12° 13′ 17″ N, 71° 59′ 05″ O |
| Puerto Carreño                  | Vichada                   | SKPC      | PCR  | Aéroport Germán-Olano                                       | 6° 11′ 05″ N, 67° 29′ 35″ O  |
| Quibdó                          | Chocó                     | SKUI (en) | UIB  | El Caraño Airport (en)                                      | 5° 41′ 26″ N, 76° 38′ 28″ O  |
| Riohacha                        | La Guajira                | SKRH (en) | RCH  | Almirante Padilla Airport (en)                              | 11° 31′ 34″ N, 72° 55′ 33″ O |
| San José del Guaviare           | Guaviare                  | SKSJ (en) | SJE  | Jorge Enrique González Torres Airport (en)                  | 2° 34′ 48″ N, 72° 38′ 22″ O  |
| San Vicente del Caguán          | Caquetá                   | SKSV (en) | SVI  | Eduardo Falla Solano Airport (en)                           | 2° 09′ 07″ N, 74° 45′ 58″ O  |
| Saravena                        | Arauca                    | SKSA (en) | RVE  | Los Colonizadores Airport (en)                              | 6° 57′ 17″ N, 71° 51′ 37″ O  |
| Tame                            | Arauca                    | SKTM (en) | TME  | Gabriel Vargas Santos Airport (en)                          | 6° 27′ 04″ N, 71° 44′ 35″ O  |
| Tumaco                          | Nariño                    | SKCO (en) | TCO  | La Florida Airport (Colombia) (en)                          | 1° 48′ 51″ N, 78° 44′ 58″ O  |
| Valledupar                      | Cesar                     | SKVP (en) | VUP  | Alfonso López Pumarejo Airport (en)                         | 10° 26′ 06″ N, 73° 14′ 58″ O |
| Villavicencio                   | Meta                      | SKVV (en) | VVC  | Vanguardia Airport (en)                                     | 4° 10′ 04″ N, 73° 36′ 49″ O  |

## Aéroports non contrôlés
Source : UAEAC
| Ville ou municipalité desservie | Département        | OACI      | IATA | Nom de l'aéroport                             | Coordonnées                 |
| ------------------------------- | ------------------ | --------- | ---- | --------------------------------------------- | --------------------------- |
| Araracuara (en)                 | Caquetá            | SKAC      | ACR  | Aéroport d'Araracuara                         |                             |
| Arauquita                       | Arauca             |           | ARQ  | El Troncal Airport (en)                       | 7° 01′ 16″ N, 71° 23′ 20″ O |
| Acandí                          | Chocó              | SKCA      | CPB  | Capurganá Airport (en)                        |                             |
| Caucasia                        | Antioquia          | SKCU      | CAQ  | Juan H. White Airport (en) (Caucasia Airport) | 7° 58′ 06″ N, 75° 11′ 54″ O |
| Cimitarra                       | Santander          | SKCM      | CIM  | Cimitarra Airport (en)                        |                             |
| Condoto                         | Chocó              | SKCD      | COG  | Mandinga Airport (en)                         | 5° 04′ 18″ N, 76° 40′ 35″ O |
| Cravo Norte                     | Arauca             | SKCN      | RAV  | Cravo Norte Airport (en)                      | 6° 19′ 01″ N, 70° 12′ 38″ O |
| El Bagre                        | Antioquia          | SKEB      | EBG  | El Bagre Airport (en) (El Tomin Airport)      | 7° 35′ 47″ N, 74° 48′ 32″ O |
| El Banco                        | Magdalena          | SKBC      | ELB  | Las Flores Airport (en)                       | 9° 02′ 44″ N, 73° 58′ 30″ O |
| Gaviotas                        | Vichada            | SKGA      | LGT  | Las Gaviotas Airport (en)                     |                             |
| La Pedrera                      | Amazonas           | SKLP      | LPD  | Aéroport de La Pedrera                        | 1° 19′ 43″ S, 69° 34′ 47″ O |
| Magangué                        | Bolívar            | SKMG      | MGN  | Baracoa Airport (en)                          | 9° 17′ 05″ N, 74° 50′ 46″ O |
| Málaga                          | Santander          | SKLA      |      | Aéroport de Málaga (en)                       | 6° 42′ 17″ N, 72° 43′ 49″ O |
| Miraflores                      | Guaviare           | SKMF      | MFS  | Miraflores Airport (en)                       | 1° 21′ 00″ N, 71° 56′ 40″ O |
| Santa Cruz de Mompox (Mompóx)   | Bolívar            | SKMP      | MMP  | San Bernardo Airport (en) (Mompós Airport)    | 9° 15′ 31″ N, 74° 26′ 17″ O |
| Necoclí                         | Antioquia          | SKNC      | NCI  | Necoclí Airport (en) (Antioquia Airport)      | 8° 27′ 11″ N, 76° 46′ 43″ O |
| Orito                           | Putumayo           | SKOR      |      | Orito Airport (en)                            | 0° 40′ 10″ N, 76° 52′ 48″ O |
| Paipa                           | Boyacá             | SKPA      |      | Juan José Rondón Airport (en)                 | 8° 18′ 54″ N, 73° 21′ 30″ O |
| Paz de Ariporo                  | Casanare           | SKPZ      | PZA  | Paz de Ariporo Airport (en)                   | 5° 52′ 34″ N, 71° 53′ 12″ O |
| Pitalito                        | Huila              | SKPI      | PTX  | Pitalito Airport (en)                         | 1° 51′ 28″ N, 76° 05′ 09″ O |
| Puerto Berrío                   | Antioquia          | SKPR      | PBE  | Puerto Berrío Airport (en)                    | 6° 27′ 37″ N, 74° 24′ 38″ O |
| Puerto Inírida                  | Guainía            | SKPD (en) | PDA  | Obando Airport (en)                           | 3° 51′ 13″ N, 67° 54′ 22″ O |
| Puerto Leguízamo                | Putumayo           | SKLG (en) | LQM  | Caucayá Airport (en)                          | 0° 10′ 56″ S, 74° 46′ 14″ O |
| Puerto Nare                     | Antioquia          | SKPN      | NAR  | Puerto Nare Airport (en)                      | 6° 12′ 36″ N, 74° 35′ 26″ O |
| Quípama                         | Boyacá             | SKFR      |      | Furatena Airport (en)                         | 5° 31′ 39″ N, 74° 11′ 13″ O |
| Remedios                        | Antioquia          | SKOT      | OTU  | Otú Airport (en)                              | 7° 00′ 37″ N, 74° 42′ 55″ O |
| Rondón                          | Boyacá             |           | RON  | Rondón Airport (en)                           |                             |
| Santa Fe de Antioquia           | Antioquia          | SKSF      |      | Santa Fe de Antioquia Airport (en)            |                             |
| Sogamoso                        | Boyacá             | SKSO      | SOX  | Alberto Lleras Camargo Airport (en)           | 5° 40′ 38″ N, 72° 58′ 13″ O |
| Tibú                            | Norte de Santander | SKTB      | TIB  | Tibú Airport (en)                             | 8° 38′ 03″ N, 72° 44′ 02″ O |
| Tolú                            | Sucre              | SKTL      | TLU  | Golfo de Morrosquillo Airport (en)            | 9° 30′ 43″ N, 75° 35′ 11″ O |
| Trinidad                        | Casanare           | SKTD      | TDA  | Trinidad Airport (en)                         | 5° 25′ 58″ N, 71° 39′ 45″ O |
| Tuluá                           | Valle del Cauca    | SKUL      | ULQ  | Heriberto Gíl Martínez Airport (en)           | 4° 05′ 18″ N, 76° 14′ 06″ O |

## Autres aéroports civils
| Ville ou municipalité desservie | Département | OACI      | IATA | Nom de l'aéroport                                     | Coordonnées                  |
| ------------------------------- | ----------- | --------- | ---- | ----------------------------------------------------- | ---------------------------- |
| Acandí                          | Chocó       | SKAD      | ACD  | Aéroport Alcides-Fernández                            | 8° 29′ 53″ N, 77° 16′ 26″ O  |
| Aguachica                       | Cesar       | SKAG      |      | Hacaritama Airport (en)                               | 8° 18′ 00″ N, 73° 37′ 50″ O  |
| Amalfi                          | Antioquia   | SKAM      | AFI  | Amalfi Airport (Colombia) (en)                        |                              |
| Carimagua (en), Puerto Gaitán   | Meta        | SKCI      | CCO  | Carimagua Airport (en)                                | 4° 33′ 51″ N, 71° 20′ 11″ O  |
| El Carmen de Bolívar            | Bolívar     | SKCB      |      | El Carmen de Bolívar Airport (en)                     | 9° 40′ 53″ N, 75° 07′ 24″ O  |
| Carurú                          | Vaupés      | SKCR      | CUO  | Caruru Airport (en)                                   |                              |
| Chaparral                       | Tolima      | SKHA      | CPL  | Navas Pardo Airport (en) (Chaparral Airport)          |                              |
| Chigorodó                       | Antioquia   | SKIG      | IGO  | Jaime Ortís Betancur Airport (en) (Chigorodó Airport) | 7° 40′ 38″ N, 76° 40′ 59″ O  |
| Coveñas                         | Sucre       | SKCV      | CVE  | Coveñas Airport (en)                                  | 9° 24′ 03″ N, 75° 41′ 29″ O  |
| Hato Corozal                    | Casanare    | SKHC      | HTZ  | Hato Corozal Airport (en)                             |                              |
| La Chorrera                     | Amazonas    |           | LCR  | Aéroport de La Chorrera                               |                              |
| La Macarena                     | Meta        |           | LMC  | La Macarena Airport (en)                              |                              |
| Maicao                          | La Guajira  | SKAO      |      | La Majayura Airport (en) (Maicao Airport)             | 11° 23′ 24″ N, 72° 14′ 20″ O |
| Maní                            | Casanare    | SKMN      | MNI  | Maní Airport (en)                                     |                              |
| Montelíbano                     | Córdoba     | SKML      | MTB  | Montelíbano Airport (en)                              | 7° 58′ 18″ N, 75° 25′ 57″ O  |
| Orocue (en)                     | Casanare    | SKOE      | ORC  | Orocue Airport (en)                                   | 4° 47′ 23″ N, 71° 20′ 54″ O  |
| Puerto Boyacá                   | Boyacá      | SKVL      | PYA  | Velasquez Airport (en)                                | 5° 56′ 21″ N, 74° 27′ 25″ O  |
| Plato                           | Magdalena   | SKPL      | PLT  | Plato Airport (en)                                    |                              |
| San Marcos, Antioquia (en)      | Antioquia   | SKSR      | SRS  | San Marcos Airport (en)                               |                              |
| Turbo                           | Antioquia   | SKTU      | TRB  | Gonzalo Mejía Airport (en)                            | 8° 04′ 28″ N, 76° 44′ 28″ O  |
| Urrao                           | Antioquia   | SKUR      | URR  | Urrao Airport (en)                                    |                              |
| Villagarzón                     | Putumayo    | SKVG (en) | VGZ  | Villa Garzón Airport (en)                             | 0° 58′ 43″ N, 76° 36′ 20″ O  |
| Yaguará                         | Huila       | SKYA      | AYG  | Yaguara Airport (sv)                                  |                              |

## Aéroports militaires

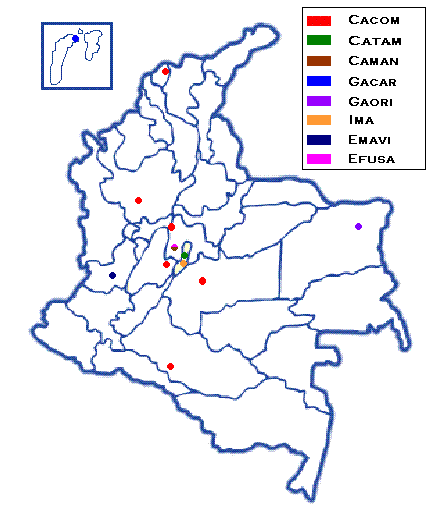
Carte des bases aériennes colombiennes.

| Ville ou municipalité desservie           | Département               | OACI | IATA | Nom de l'aéroport                                        | Coordonnées                 |
| ----------------------------------------- | ------------------------- | ---- | ---- | -------------------------------------------------------- | --------------------------- |
| Apiay / Villavicencio                     | Meta                      | SKAP | API  | Base aérienne Luis Fernando Gómez Niño (en) (CACOM-2)    | 4° 04′ 33″ N, 73° 33′ 45″ O |
| Bogota                                    | Bogotá Distrito Capital   |      |      | Base aérienne Camilo Daza Álvarez (en) (CATAM (en))      |                             |
| Cali                                      | Valle del Cauca           | SKGB |      | Base aérienne Marco-Fidel-Suárez (EMAVI)                 | 3° 27′ 32″ N, 76° 29′ 47″ O |
| Madrid                                    | Cundinamarca              | SKMA |      | Base aérienne Justino Mariño Cuesto (en) (CAMAN)         | 4° 43′ 40″ N, 74° 16′ 31″ O |
| Malambo / Barranquilla                    | Atlántico                 |      |      | Base aérienne Alberto Pauwels Rodríguez (en) (CACOM-3)   |                             |
| Marandúa (en) / Santa Rita (Vichada) (en) | Vichada                   | SKUA |      | Base aérienne Luis Arturo Rodríguez Meneses (en) (GAORI) | 5° 31′ 28″ N, 68° 41′ 08″ O |
| Melgar                                    | Tolima                    | SKME |      | Base aérienne Luis Francisco Pinto Parra (en) (CACOM-4)  | 4° 12′ 59″ N, 74° 38′ 06″ O |
| Melgar                                    | Tolima                    | SKTI |      | Base aérienne Tolemaida (en)                             | 4° 14′ 41″ N, 74° 38′ 59″ O |
| Palanquero (en) / Puerto Salgar           | Cundinamarca              | SKPQ | PAL  | Base aérienne Germán Olano Moreno (en) (CACOM-1)         | 5° 29′ 01″ N, 74° 39′ 26″ O |
| Rionegro                                  | Antioquia                 |      |      | Base aérienne Arturo Lema Posada (en) (CACOM-5)          |                             |
| San Andrés                                | San Andrés et Providencia |      |      | Base aérienne Benjamín Méndez Rey (en) (GACAR)           |                             |
| Tres Esquinas                             | Caquetá                   | SKTQ | TQS  | Base aérienne Ernesto Esguerra Cubides (en) (CACOM-6)    | 0° 44′ 45″ N, 75° 14′ 02″ O |